# تام ولاشیها
تام ولاشیها (انگلیسی: Tom Wlaschiha؛ زادهٔ ۲۰ ژوئن ۱۹۷۳) یک هنرپیشه اهل آلمان است. وی از سال ۱۹۹۵ میلادی تاکنون مشغول فعالیت بوده‌است.
از فیلم‌ها یا برنامه‌های تلویزیونی که وی در آن نقش داشته است می‌توان به شتاب، آقای ترنر و بازی تاج و تخت اشاره کرد.